# Horváth Árpád (színházigazgató)
Horváth Árpád (Dés, 1899. november 25. – Budapest, 1944. december) magyar színházi rendező, színigazgató. Felesége Neményi Lili opera-énekesnő, színésznő. Boros Gábor irodalomtörténész unokája.

## Élete
Horváth Árpád József és borosjenői Boros Gabriella (1884–1920) fia. A budapesti Pázmány Péter Tudományegyetemen végzett magyar–német-francia szakon. Huszonegy évesen folyóiratot tervezett Tovább címmel, amely a Nyugat vetélytársa lehetett volna, ha Horváth figyelme nem fordul a színház felé.
1921-ben a Független Szemlébe kezdett el recenziókat írni, kritikáiban nemcsak leírt, hanem stíluselméleti problémákat feszegetett. Írásai alapján figyelt fel rá Hevesi Sándor, aki 1922-ben maga mellé vette a Nemzeti Színházba gyakornokként. Hevesi utódjaként kezelte: segédtanárként magával vitte a Színiakadémiára, és figyelemmel kísérte rendezéseit is. Az 1926–27-es évadra Horváth már elismert rendezőnek számított. 1928-ban rendezőként állami ösztöndíjat nyert, 1929-től az akadémia önálló kurzust bízott rá.
Az 1931–32-es évadban a Nemzeti főrendezője lett. Amikor 1932-ben megvádolták Hevesit, akit mestereként és barátjaként szeretett, Horváth félt, hogy ugyanez történhet vele is. Sovány vigasz, hogy ugyanebben az évben a francia kultuszminiszter kitüntette őt a francia drámairodalom magyarországi népszerűsítéséért.
1934-ben Az ember tragédiáját rendezte, amit a Budapesti Hírlap hosszú évek legkimagaslóbb színházi eseményeként értékelt, míg a Reggel a Nemzeti Színház szégyenének tartotta. Apológiaként írta ekkor Horváth a Madách a színpadon című írását, amelyben a díszlettervezővel való egyet nem értésről is szól. Ezen írásáért a színház majdnem elbocsátotta. Nem sokkal később írta meg levelét Gömböshöz a Nemzeti megmentésével kapcsolatban. A kitűnő helyzetkép elküldésének abszurditását csupán az időpont adta: a fasiszta[forrás?] kormány számára éppenséggel nem a színház a legfontosabb ügy.
Horváth Árpád szembeszállt a polgári színház színvonaltalanságával: katartikus színházat akar. 1935-ben Németh Antalt nevezték ki a Nemzeti igazgatójává, Horváthot 35 éves korában nyugdíjazták. Jelentkezett a debreceni Csokonai Színház igazgatójának, ám a kinevezést csak az 1936-37-es évadtól kapta meg. Hatalmas tervekkel vágott neki a színházcsinálásnak: saját költségén felújította az épületet, kitűnő gárdát válogatott össze, gazdag repertoárt képzelt el. Együtt dolgozott 1936 és 1939 között feleségével, Neményi Lilivel, aki a debreceni színház társigazgatója és művésze volt. Rendkívüli alapossággal készült az előadásokra is: a korban szokásos 6-8 nap próba helyett 3 hetes próbaidőszakot tartott. A kezdeti sikerek mellett hamar megjelentek a nehézségek is: bírálták politikai figyelmetlensége miatt, s a darabja előadására érkező Heltai Jenőt a színházban atrocitások érték. Az évad végére egyre csökkenteni kellett a helyárakat, s nyilvánvaló lett: a közönség nem érett meg erre a magasabb művészi színvonalra. Az új évadban (1937–1938) megpróbált közönséget nevelni Debrecen lakosaiból: ismeretterjesztő előadásokat szervezett, ám a szakmailag kiváló, nagy értékeket hordozó előadások a semmibe hullottak. A következő évadban (1938–1939) már leadott a színvonalból: nőtt az operettek aránya, az anyagi csőd azonban elkerülhetetlen volt, így öngyilkosságot kísérelt meg – sikertelenül. 1939-ben Debrecen városa felbontotta vele a szerződést.  

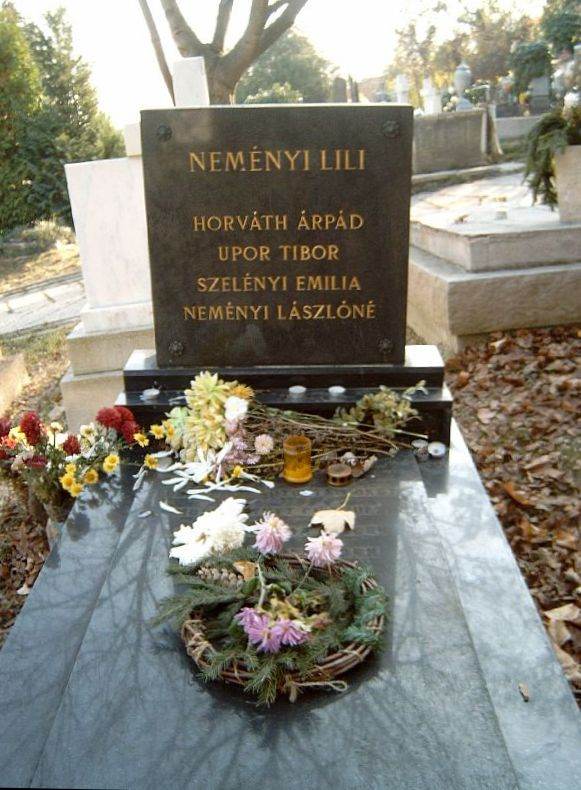
Sírja Budapesten. Farkasréti temető: 22-1-72.

Az 1939–40-es évadban a Vígszínházhoz szerződött. Kiábrándultsága, kiégettsége műsorjavaslatából látszott: a művészi színvonal mellett fő érve az üzleti siker volt. Mivel Debrecenből mindenét elárverezve tért vissza Pestre, reklámfilmeket és játékfilmeket rendezett, hogy adósságát kiegyenlítse.
1943-ban szerződésének felbontását kérte, majd ellenállási mozgalmakhoz csatlakozott. Még ebben az évben elhurcolták, de a kínvallatás során sem fedte fel társai kilétét. Halálának körülményei ismeretlenek.
Horváth Árpád és felesége, Neményi Lili tiszteletére emlékszobát rendeztek be a pesterzsébeti múzeumban.

## Emlékezete
A NÉKOSZ mozgalom keretében 1947. március 9-én megnyílt a róla elnevezett Horváth Árpád Színészkollégium Budapesten, a Vilma királynő út (ma: Városligeti fasor) 26. számú villában. Itt azok a többnyire szegénysorsú, de tehetséges munkás- és parasztszármazású fiatalok kaptak lakhatási és tanulási lehetőséget, akik színházi vagy filmes pályára készültek. A kollégium tagjai ingyenes ellátásban (ruhasegélyben is) részesültek.

## Főbb rendezései
- Molière: A szerelem, mint orvos
- Teleki László: Kegyenc
- Madách Imre: Az ember tragédiája
- Katona József: Bánk bán
- Pirandello: Játék vagy élet
- Racine: Phaedra
- Szophoklész: Antigoné
- Zilahy Lajos: A szűz és a gödölye
- Harsányi Zs.–Zágon I.: XIV. René
- Jerome: Színház
- Du Maurier: A Manderley-ház asszonya
- Bernard Shaw: Warrenné mestersége